# Kontact
Kontact是KDE的整合個人資訊管理套件。提供日曆、通訊簿、筆記、待辦事項、新聞和電子郵件的功能。使用KPart來嵌入各種應用程式（KMail、KAddressBook、Akregator等）放入到容器應用程式。

## “Kontact” 和 “KDE PIM”之間的差異
從技術上來說，Kontact只是統一不同的獨立的應用程式在一個用戶界面應用程式下。KDE PIM 指的是的一個大的KDE開發工作項目，以一種協調的方式開發單獨的應用程式。
在流行的術語，Kontact往往指的是一整套的KDE PIM應用程式。

## 組成
Kontact嵌入程式如下：

### KMail
KMail的設計目標是希望成為一個企業級電子信件用戶端。
支持文件夾、郵件過濾、瀏覽HTML電子郵件和國際字符集。

#### 垃圾郵件和過濾
KMail透過兩個特殊的過濾器來使用垃圾郵件過濾程序模塊：
- Send this e-mail to a program 使用任何提供規範的程序，當KMail過濾器被激活時，該程序將被運行並處理電子郵件的內容。
- Pipe this e-mail through a program

這些模塊化的過濾器可結合文本過濾器來檢測已標示的電子郵件。
KMail允許直接在郵件伺服器上手動過濾垃圾郵件，一個撥號上網用戶非常有興趣的功能。電子郵件超過一定的大小（標準為50kB，但它可以設置為任何值）不會自動複製到本地電腦。「get, decide later, delete」選項，KMail會列出郵件，但並不會下載整個郵件，這使得不用浪費更多時間刪除垃圾郵件。

#### 加密支持

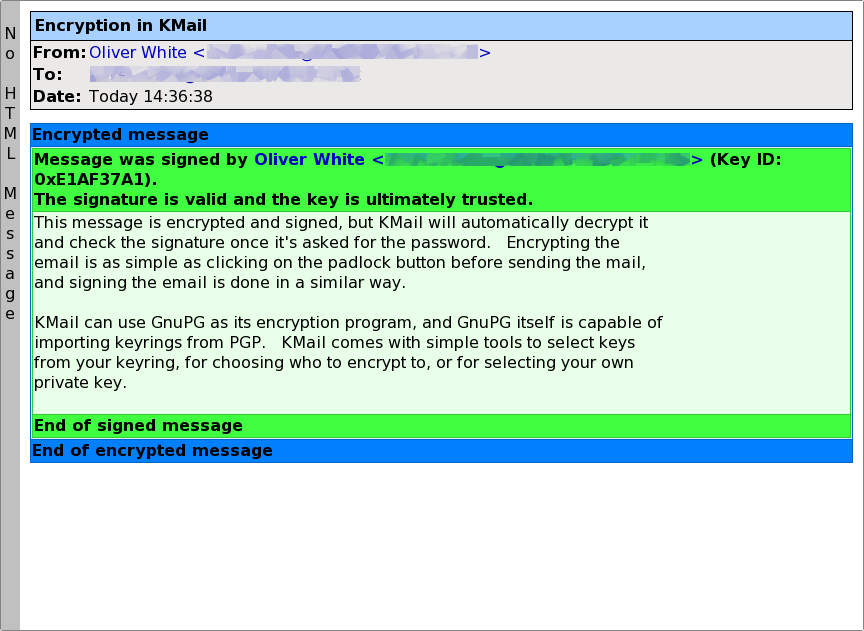
KMail's built-in encryption and signature support

KMail支持OpenPGP標準，可以自動加密、解密、憑証和驗證電子郵件的憑証及其經由內嵌或OpenPGP/MIME方法加密的附件。作為視覺輔助，KMail將電子郵件用綠色表示為信任憑証；黃色不可信憑証；紅色為無效憑証；和藍色的加密郵件。
KMail也支持S/MIME郵件以及Chiasmus，一個德國信息安全聯邦辦公室（BSI）所創造的專有加密系統。

#### 支持的郵件協定及驗證模式
它可以接收IMAP、dIMAP、POP3、Maildir和本地信箱收到的郵件，支持流水線下載加速技術。它可以透過SMTP或sendmail發送郵件。支持加密方式有SSL及TLS，验证模式包含Login、Plain、Cram-MD5、Digest-MD5、NTLM、GSSAPI及APOP。

### 通訊錄
KAddressBook 是KDE桌面環境的通訊錄程式

#### 功能
- 匯出和匯入vCard格式。
- 自定分類。
- 能搜尋地址的過濾器。

### 行事曆
KOrganizer 是KDE桌面環境的個人事務安排助理 。提供管理行事曆、日記和一個待辦事項清單。

### 其他組件
- E-Mail：KMail
- 消息來源聚合器：Akregator
- 筆記：KNotes - KDE 筆記管理
- 新聞消息: KNewsTicker
- 天氣: KWeather